# Hiroshi Aoyama
Hiroshi Aoyama (jap. 青山 博一 Aoyama Hiroshi; ur. 25 października 1981 roku w Ichiharze, Chiba) – japoński motocyklista.

## Kariera

### Początki
Pierwszy występ Japończyka w wyścigach motocyklowych nastąpił już w wieku czterech lat, w klasie Mini-Moto. Jednym z jego rywali w kilkuletniej karierze w tej klasie był m.in. Yuki Takahashi. W wieku nastoletnim Hiroshi awansował do Motocyklowych Mistrzostw Japonii. Współpracując z Hondą, w roku 2003 sięgnął po tytuł mistrzowski w klasie 250 cm³. Po tym sukcesie na stałe awansował do Motocyklowych Mistrzostw Świata.

### 250 cm³
Hiroshi po raz pierwszy w Motocyklowych Mistrzostwach Świata klasy 250 cm³ pojawił się w roku 2000. Był to jednak pojedynczy występ, podczas rodzimego GP Pacyfiku. Już w debiucie spisał się jednak znakomicie, będąc ostatecznie sklasyfikowanym na 8. pozycji. W kolejnych trzech latach wziął udział łącznie w sześciu wyścigach (podczas GP Japonii oraz GP Pacyfiku). W sezonie 2003 podczas inauguracyjnego cykl wyścigu o GP Japonii, stanął po raz pierwszy na podium, zajmując imponujące 2. miejsce. Pierwszy pełny sezon startów Aoyama rozpoczął w roku 2004, również na Hondzie, po zdobyciu tytułu w krajowych mistrzostwach. Spisał się nadspodziewanie dobrze, będąc ostatecznie sklasyfikowanym na świetnej 6. pozycji (dwukrotnie stanął na podium). W drugim zaprezentował się jeszcze lepiej, po raz pierwszy wygrywając wyścig Grand Prix. Sukces ten odniósł na dobrze znanym dla siebie, rodzimym torze w Japonii. Zmagania zakończył tuż za podium, na 4. miejscu.
Na sezon 2006 podpisał kontrakt z austriacką stajnią KTM. Już w pierwszym roku współpracy pokazał się z jeszcze lepszej strony, aniżeli rok wcześniej, będąc aż siedem razy w pierwszej trójce, w tym dwukrotnie na pierwszym miejscu. Ponownie rywalizację ukończył jednak na 4. pozycji. Pomimo szybkiego sukcesu w kolejnych dwóch latach Japończyk notował słabsze rezultaty i w ostatecznej klasyfikacji zajął odpowiednio 6. i 7. miejsce (łącznie sześć razy zmagania kończył na podium, z czego dwukrotnie na najwyższym stopniu).
Po niezbyt udanym roku 2008, Hiroshi powrócił do japońskiego teamu. Nieoczekiwanie, dzięki równej i konsekwentnej jeździe (jako jedyny dojechał we wszystkich rundach do mety), po raz pierwszy został mistrzem świata. Przeszedł więc do historii, jako ostatni triumfator ćwierćlitrówek, po tym, jak począwszy od sezonu 2010 będzie widnieć pod nazwą Moto2 i  korzystać z motocykli o pojemności 600 cm³. W swoim mistrzowskim roku Japończyk siedmiokrotnie stanął na podium, w tym czterokrotnie zwyciężył.

### MotoGP
W sezonie 2010 awansował do królewskiej klasy MotoGP, w której to podpisał kontrakt z ekipą Emmi Caffé Latte, korzystała ona z motocykli Hondy. Podczas przygotowań do sezonu, gdy team testował różne rozwiązania, postanowiono wyłączyć wszystkie wspomagania elektroniczne na motocyklu Japończyka. Dyrektor techniczny zespołu, Tom Jojic, wyjaśnił, że chciał, aby Aoyama doświadczył, co tak naprawdę potrafi jego Honda RC212V, jak i on sam. Był to zły sezon dla Hiroshiego, doznał ciężkiej kontuzji kręgosłupa podczas Grand Prix Wielkiej Brytanii i większość czasu spędził na rehabilitacji.
Rok 2011 był już lepszy pod względem wyników, Aoyama regularnie finiszował zawody, zwykle plasując się pod koniec czołowej dziesiątki, zaskoczył nawet w Grand Prix Hiszpanii, gdy minął metę czwarty, dostał też szansę, gdy kontuzję odniósł Dani Pedrosa, Japończyk zastąpił go na jeden wyścig (TT Assen) i mógł wypróbować fabrycznej Hondy RC213V. Taką samą szansę otrzymał podczas GP Ameryki w sezonie 2015 i przetestował motocykl przez trzy wyścigi. Ponadto wystąpił jeszcze w Niemczech, lecz go nie ukończył, razem uzbierał 5 punktów, plasując się na 25. pozycji.

## Statystyki

### Sezony
| Sezon | Klasa   | Motocykl | Wyścig | Wygrane | Podia | PP | Nr | Pkt  | Pozycja | WCh |
| ----- | ------- | -------- | ------ | ------- | ----- | -- | -- | ---- | ------- | --- |
| 2000  | 250 cm³ | Honda    | 1      | 0       | 0     | 0  | 0  | 8    | 28      | –   |
| 2001  | 250 cm³ | Honda    | 2      | 0       | 0     | 0  | 0  | 3    | 28      | –   |
| 2002  | 250 cm³ | Honda    | 2      | 0       | 0     | 0  | 0  | 9    | 27      | –   |
| 2003  | 250 cm³ | Honda    | 2      | 0       | 1     | 1  | 1  | 31   | 15      | –   |
| 2004  | 250 cm³ | Honda    | 16     | 0       | 2     | 0  | 0  | 128  | 6       | –   |
| 2005  | 250 cm³ | Honda    | 16     | 1       | 4     | 2  | 0  | 180  | 4       | –   |
| 2006  | 250 cm³ | KTM      | 16     | 2       | 7     | 1  | 4  | 193  | 4       | –   |
| 2007  | 250 cm³ | KTM      | 17     | 2       | 4     | 1  | 2  | 160  | 6       | –   |
| 2008  | 250 cm³ | KTM      | 16     | 0       | 2     | 1  | 0  | 139  | 7       | –   |
| 2009  | 250 cm³ | Honda    | 16     | 4       | 7     | 2  | 4  | 261  | 1       | 1   |
| 2010  | MotoGP  | Honda    | 12     | 0       | 0     | 0  | 0  | 53   | 15      | –   |
| 2011  | MotoGP  | Honda    | 17     | 0       | 0     | 0  | 0  | 98   | 10      | –   |
| 2012  | MotoGP  | Honda    | 1      | 0       | 0     | 0  | 0  | 3    | 25      | –   |
| 2013  | MotoGP  | Honda    | 16     | 0       | 0     | 0  | 0  | 13   | 20      | –   |
| 2014  | MotoGP  | Honda    | 18     | 0       | 0     | 0  | 0  | 68   | 14      |     |
| 2015  | MotoGP  | Honda    | 4      | 0       | 0     | 0  | 0  | 5    | 25      | –   |
| Razem |         |          | 172    | 9       | 27    | 8  | 11 | 1352 |         | 1   |

### Klasy wyścigowe
| Klasa   | Sezon     | Pierwsze GP  | Pierwsze podium | Pierwsza wygrana | Wyścigi | Wygrane | Podia | PP | Najsz. okr. | Pkt. | WCh. |
| ------- | --------- | ------------ | --------------- | ---------------- | ------- | ------- | ----- | -- | ----------- | ---- | ---- |
| 250 cm³ | 2000–2009 | Pacyfik 2000 | Japonia 2003    | Japonia 2005     | 104     | 9       | 27    | 8  | 11          | 1112 | 1    |
| MotoGP  | 2010–2015 | Katar 2015   |                 |                  | 68      | 0       | 0     | 0  | 0           | 240  | 0    |
| Razem   | 2000–     | 2000 Pacific | 2003 Japan      | 2005 Japan       | 172     | 9       | 27    | 8  | 11          | 1352 | 1    |

### Starty
| Sezon | Klasa   | Motocykl | 1      | 2      | 3      | 4      | 5       | 6      | 7      | 8      | 9      | 10     | 11     | 12     | 13     | 14     | 15     | 16      | 17     | 18     | Poz. | Pkt. |
| ----- | ------- | -------- | ------ | ------ | ------ | ------ | ------- | ------ | ------ | ------ | ------ | ------ | ------ | ------ | ------ | ------ | ------ | ------- | ------ | ------ | ---- | ---- |
| 2000  | 250 cm³ | Honda    | RSA    | MAL    | JPN    | SPA    | FRA     | ITA    | CAT    | NED    | GBR    | GER    | CZE    | POR    | VAL    | BRA    | PAC 8  | AUS     |        |        | 28   | 8    |
| 2001  | 250 cm³ | Honda    | JPN 13 | RSA    | SPA    | FRA    | ITA     | CAT    | NED    | GBR    | GER    | CZE    | POR    | VAL    | PAC 21 | AUS    | MAL    | BRA     |        |        | 28   | 3    |
| 2002  | 250 cm³ | Honda    | JPN 12 | RSA    | SPA    | FRA    | ITA     | CAT    | NED    | GBR    | GER    | CZE    | POR    | BRA    | PAC 11 | MAL    | AUS    | VAL     |        |        | 27   | 9    |
| 2003  | 250 cm³ | Honda    | JPN 2  | RSA    | SPA    | FRA    | ITA     | CAT    | NED    | GBR    | GER    | CZE    | POR    | BRA    | PAC 5  | MAL    | AUS    | VAL     |        |        | 15   | 31   |
| 2004  | 250 cm³ | Honda    | RSA 11 | SPA NU | FRA 4  | ITA 9  | CAT 6   | NED 10 | BRA 6  | GER 4  | GBR 9  | CZE 7  | POR 9  | JPN 3  | QAT 3  | MAL NU | AUS 7  | VAL DSQ |        |        | 6    | 128  |
| 2005  | 250 cm³ | Honda    | SPA NU | POR 6  | CHN 3  | FRA 6  | ITA 7   | CAT 4  | NED 4  | GBR NU | GER 3  | CZE 5  | JPN 1  | MAL 5  | QAT 6  | AUS 6  | TUR 3  | VAL 6   |        |        | 4    | 180  |
| 2006  | 250 cm³ | KTM      | SPA 6  | QAT 5  | TUR 1  | CHN 3  | FRA 4   | ITA NU | CAT 6  | NED 9  | GBR 3  | GER 8  | CZE 3  | MAL NU | AUS 3  | JPN 1  | POR 2  | VAL NU  |        |        | 4    | 193  |
| 2007  | 250 cm³ | KTM      | QAT NU | SPA 6  | TUR NU | CHN 9  | FRA NU  | ITA 21 | CAT 7  | GBR 3  | NED 5  | GER 1  | CZE 6  | SMR 2  | POR NU | JPN 8  | AUS 4  | MAL 1   | VAL 10 |        | 6    | 160  |
| 2008  | 250 cm³ | KTM      | QAT 16 | SPA 4  | POR 5  | CHN 2  | FRA 7   | ITA 8  | CAT 7  | GBR 6  | NED 6  | GER 8  | CZE 13 | SMR NU | IND C  | JPN 9  | AUS NU | MAL 2   | VAL 5  |        | 7    | 139  |
| 2009  | 250 cm³ | Honda    | QAT 4  | JPN 2  | SPA 1  | FRA 8  | ITA 6   | CAT 2  | NED 1  | GER 4  | GBR 1  | CZE 4  | IND 2  | RSM 4  | POR 4  | AUS 7  | MAL 1  | VAL 7   |        |        | 1    | 261  |
| 2010  | MotoGP  | Honda    | QAT 10 | SPA 14 | FRA 11 | ITA 11 | GBR DNS | NED    | CAT    | GER    | USA    | CZE    | IND 12 | RSM 12 | ARA 13 | JPN 10 | MAL 7  | AUS 13  | POR 12 | VAL 14 | 15   | 53   |
| 2011  | MotoGP  | Honda    | QAT 10 | SPA 4  | POR 7  | FRA 8  | CAT NU  | GBR 9  | NED 8  | ITA 11 | GER 15 | USA 10 | CZE 9  | IND 9  | RSM 11 | ARA 11 | JPN 9  | AUS NU  | MAL C  | VAL 12 | 10   | 98   |
| 2012  | MotoGP  | BQR      | QAT    | SPA    | POR    | FRA    | CAT     | GBR    | NED    | GER    | ITA    | USA    | IND    | CZE    | RSM    | ARA    | JPN    | MAL     | AUS    | VAL 13 | 25   | 3    |
| 2013  | MotoGP  | FTR      | QAT 15 | AME 17 | SPA 18 | FRA 19 | ITA NU  | CAT WD | NED    | GER 17 | USA 16 | IND 15 | CZE 14 | GBR 18 | RSM 14 | ARA 14 | MAL 11 | AUS 20  | JPN 17 | VAL 16 | 20   | 13   |
| 2014  | MotoGP  | Honda    | QAT 11 | AME 12 | ARG 10 | SPA 12 | FRA 14  | ITA 14 | CAT 15 | NED 16 | GER 12 | IND 10 | CZE 13 | GBR 14 | RSM 12 | ARA 8  | JPN 13 | AUS 8   | MAL 11 | VAL 15 | 14   | 68   |
| 2015  | MotoGP  | Honda    | QAT 11 | AME 11 | ARG NU | SPA NU | FRA     | ITA    | CAT    | NED    | GER NU | IND    | CZE    | GBR    | RSM    | ARA    | JPN    | AUS     | MAL    | VAL    | 25   | 5    |